# Admire
Admire és una població dels Estats Units a l'estat de Kansas. Segons el cens del 2000 tenia 177 habitants.

## Demografia
Segons el cens del 2000, Admire tenia 177 habitants, 67 habitatges, i 47 famílies. La densitat de població era de 207,1 habitants per km².
Dels 67 habitatges en un 37,3% hi vivien nens de menys de 18 anys, en un 62,7% hi vivien parelles casades, en un 6% dones solteres, i en un 28,4% no eren unitats familiars. En el 26,9% dels habitatges hi vivien persones soles l'11,9% de les quals corresponia a persones de 65 anys o més que vivien soles. El nombre mitjà de persones vivint en cada habitatge era de 2,64 i el nombre mitjà de persones que vivien en cada família era de 3,17.
Per edats la població es repartia de la següent manera: un 28,2% tenia menys de 18 anys, un 11,3% entre 18 i 24, un 29,4% entre 25 i 44, un 20,9% de 45 a 60 i un 10,2% 65 anys o més.
L'edat mediana era de 34 anys. Per cada 100 dones de 18 o més anys hi havia 92,4 homes.
La renda mediana per habitatge era de 40.250 $ i la renda mediana per família de 47.250 $. Els homes tenien una renda mediana de 26.406 $ mentre que les dones 18.750 $. La renda per capita de la població era de 15.666 $. Entorn del 3,9% de les famílies i el 4,4% de la població estaven per davall del llindar de pobresa.

## Poblacions més properes
El següent diagrama mostra les poblacions més properes.